# Bushmaster IMV
Bushmaster Infantry Mobility Vehicle – australijski kołowy transporter opancerzony typu MRAP produkowany przez zakłady Thales Australia, zaprojektowany przez zakłady Perry Engineering przy pewnym wsparciu technicznym ze strony irlandzkiej firmy Timoney Technology Ltd. Bushmaster został stworzony z myślą o działaniach na terenach pustynnych, np. w północnej Australii.
Pojazd ten budowany jest w kilku odmianach:
- Troop vehicle – transporter piechoty, wersja podstawowa
- Command vehicle – pojazd dowodzenia
- Assault Pioneer vehicle – pojazd szturmowy
- Mortar vehicle – moździerz samobieżny
- Direct Fire Weapons vehicle – pojazd bezpośredniego wsparcia ogniem
- Ambulance vehicle – ambulans

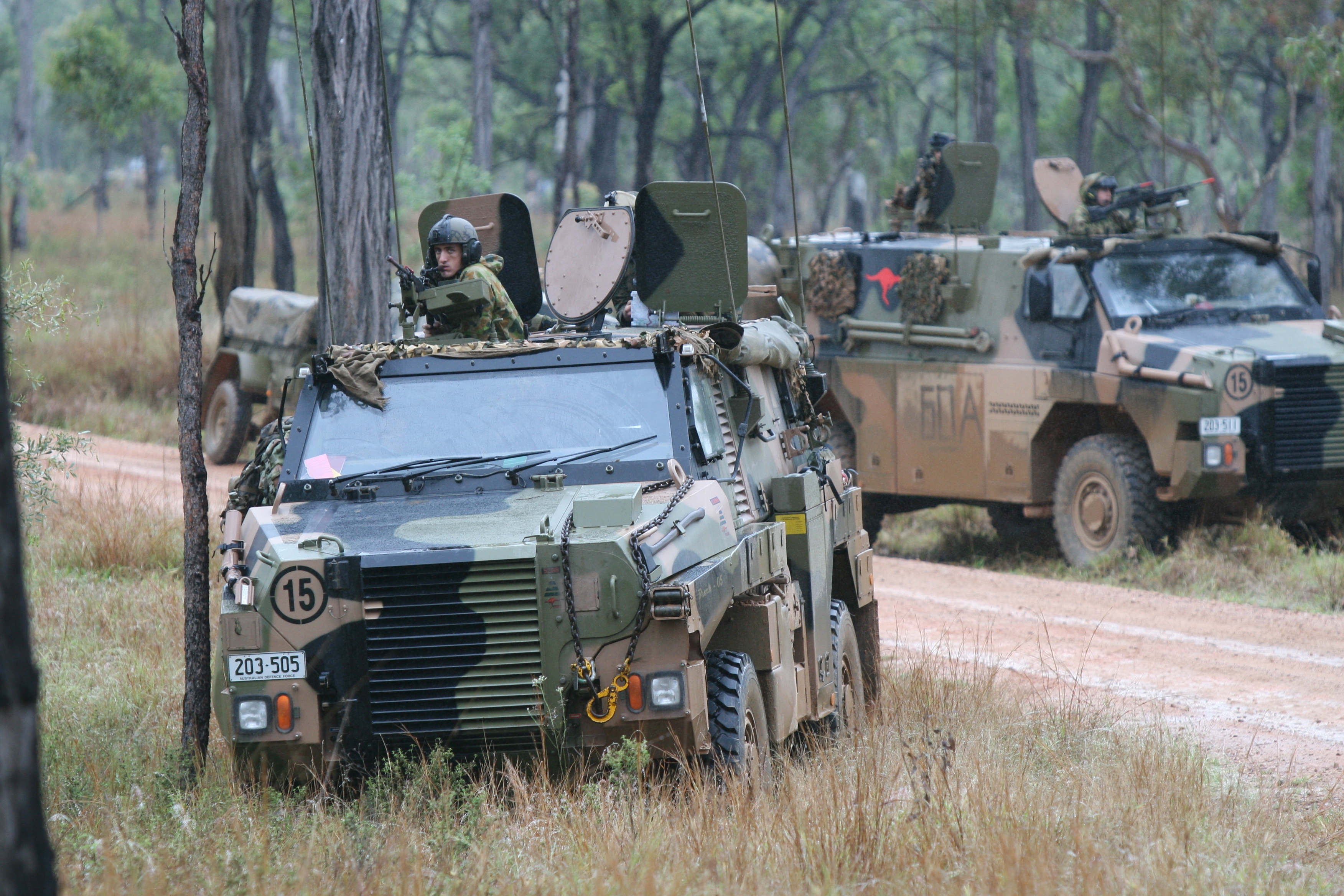
Australijskie Bushmastery
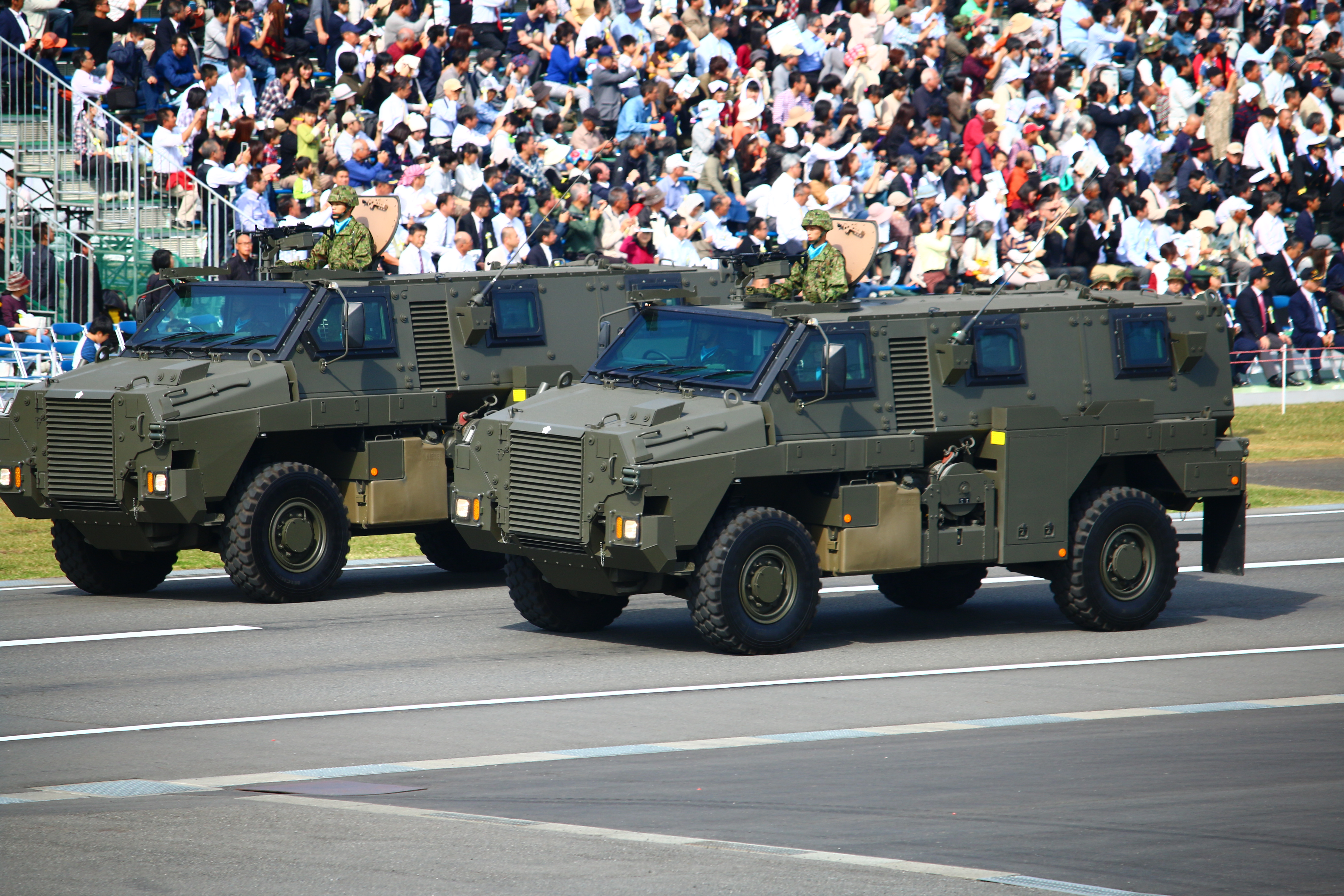
Japońskie Bushmastery podczas parady
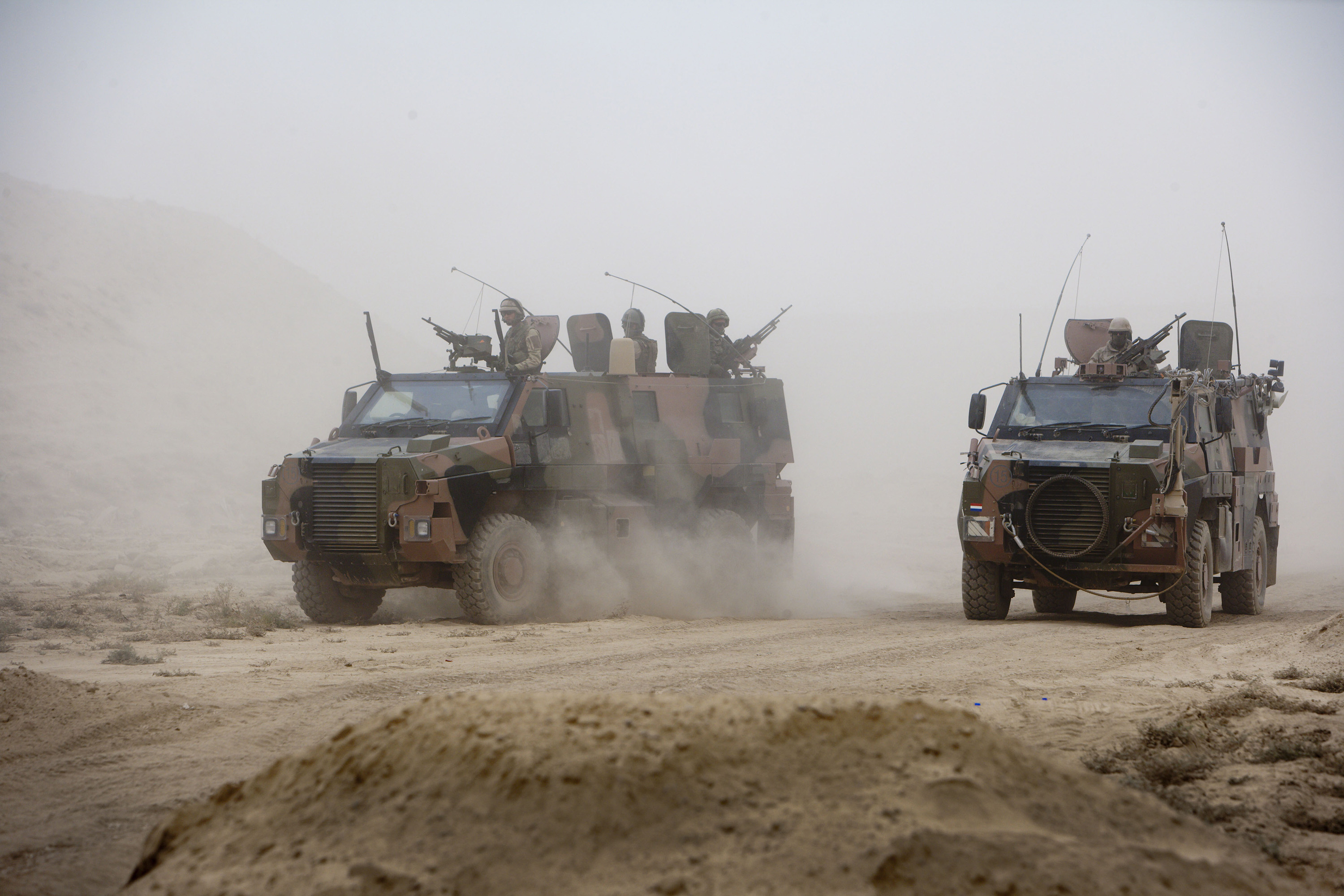
Holenderskie Bushmastery w Afganistanie
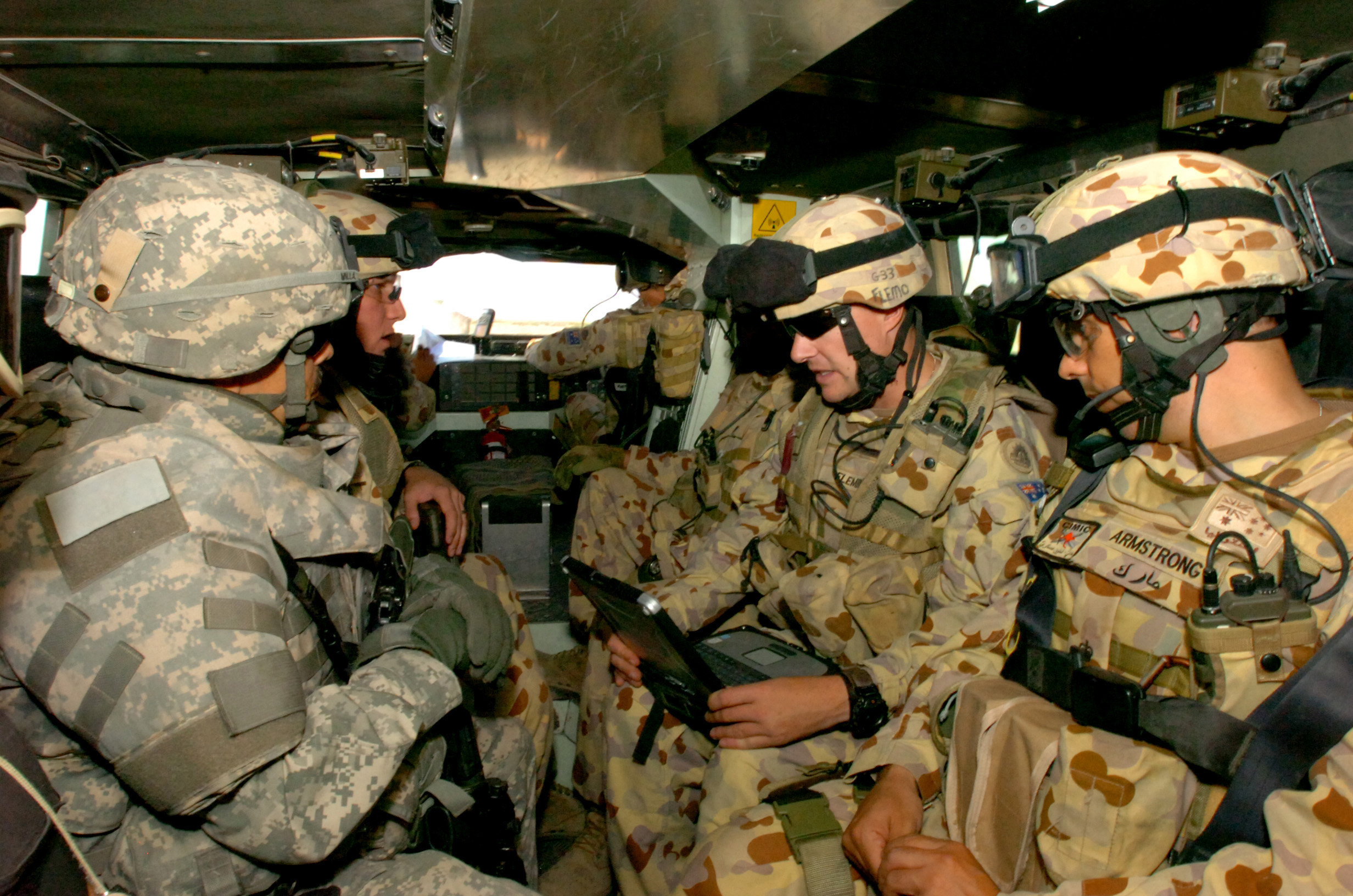
Wnętrze pojazdu

## Użytkownicy

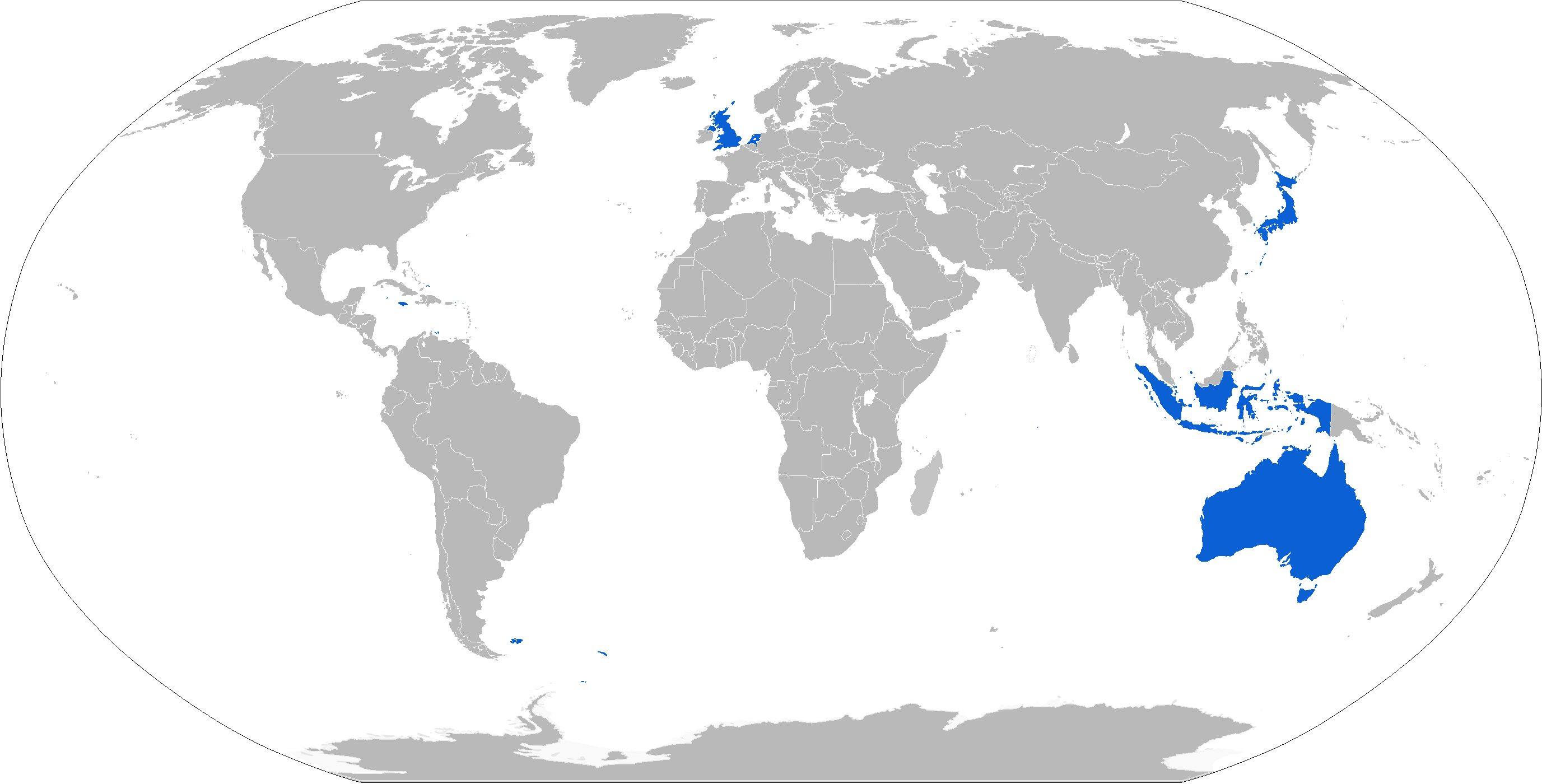
Użytkownicy Bushmastera IMV na świecie

Zakłady Oshkosh Truck posiadają kontrakt na produkcję pojazdu w Stanach Zjednoczonych w wypadku, gdyby stamtąd nadeszło zamówienie na te wozy. Bushmaster znajduje się obecnie na wyposażeniu Australii, Nowej Zelandii, Wielkiej Brytanii, Holandii, Japonii, Jamajki, Fidżi i Indonezji. Kilka innych państw bierze pod uwagę zamówienie pojazdu, w tym Hiszpania, Libia i Zjednoczone Emiraty Arabskie.